# Резолюция Совета Безопасности ООН 180
Резолюция Совета Безопасности ООН 180 — резолюция, принятая 31 июля 1963 года, которая подтвердила, что утверждение Португалией своих заморских территорий как части метрополии противоречит принципам Хартии. Совет расценил действия и позицию Португалии как серьёзно нарушающие мир и безопасность в Африке.
Совет призвал Португалию немедленно признать право народов её империи на самоопределение и независимость, прекращение всех актов репрессий и вывод всех военных и полувоенных сил, безоговорочную политическую амнистию и создание условий, которые позволят свободно функционировать политическим партиям, переговоры о передаче власти свободно избранным представителям народов и предоставление независимости всем территориям, находящимся под её управлением. Совет потребовал от правительств всех стран воздержаться от оказания Португалии какой-либо помощи в репрессиях, включая продажу военного оборудования.
Резолюция, предложенная 32 африканскими государствами, была принята восемью голосами, при этом Франция, Великобритания и США воздержались.